# August Klose
August Klose (* 20. Juli 1791 in Karlsruhe; † 23. März 1872 in Hofstetten bei Brienz, Schweiz) war Oberbürgermeister der Stadt Karlsruhe.
Klose war von Beruf Bankier und Kaufmann und war Inhaber der lithografischen Kunstanstalt und des Karlsruher Kunstverlags. Er war jeweils vom 15. Februar 1830 bis 1833 und dann noch einmal vom 12. Mai bis zum 9. September 1847 Oberbürgermeister, aufgrund der Gemeindeordnung von 1831 wurde er 1832 erst als dritter Karlsruher Bürgermeister direkt vom Volk gewählt. Er war außerdem in den Jahren 1831 und 1832 Mitglied des badischen Landtags.

## Weblink
- Oberbürgermeister der Stadt Karlsruhe von 1809 bis 2006

| Personendaten    | Personendaten                         |
| ---------------- | ------------------------------------- |
| NAME             | Klose, August                         |
| KURZBESCHREIBUNG | Oberbürgermeister der Stadt Karlsruhe |
| GEBURTSDATUM     | 20. Juli 1791                         |
| GEBURTSORT       | Karlsruhe                             |
| STERBEDATUM      | 23. März 1872                         |
| STERBEORT        | Hofstetten bei Brienz, Schweiz        |